# Pseudococcus orchidicola
Pseudococcus orchidicola är en insektsart som beskrevs av Takahashi 1939. Pseudococcus orchidicola ingår i släktet Pseudococcus och familjen ullsköldlöss. Inga underarter finns listade i Catalogue of Life.